# Привольное (Саратовская область)
Привольное (до 1942 года Варенбург — нем. Warenburg) — село в Ровенском районе Саратовской области.
Расположено на левом берегу Волги (Волгоградское водохранилище) в 17 км к северу от посёлка Ровное и в 62 км к югу от Энгельса.

## История
Основано как немецкая колония Варенбург 12 мая 1767 года 149 семействами — выходцами из Дармштадта, Бранденбурга, Пруссии, Вюртемберга и Гольштейна. По другим сведениям колония поселена между 1764—1766 годами. Вызыватели — Леруа и Питет. Название объясняется тем, что в колонии был организован склад раздававшихся колонистам товаров (нем. Ware — товар). По указу от 26 февраля 1768 года колония получила русское название — Привальная.
В 1774 году колония была разграблена пугачёвцами.
Колония относилась к Тарлыцкому колонистскому округу. После перехода к волостному делению колония стала волостным селом Тарлыцкой волости Новоузенского уезда Самарской губернии (до октября 1918 года). К началу XX века колония стала крупным населённым пунктом. По сведениям Самарского Губернского Статистического Комитета за 1910 год в селе Привольном насчитывалось 784 дворов, всего проживало 8340 душ обоего пола поселян-собственников, немцев, лютеран. Количество надельной земли удобной — 21 200 десятин, неудобной — 2207 десятин. Колония имела лютеранскую церковь, двухклассное министерское училище, две церковно-приходские школы, почтово-телеграфное отделение, две ярмарки, базары по субботам, пароходные и хлебные пристани, кирпичный завод, одну водяную, 11 ветряных и две паровые мельницы, земскую станцию, две маслобойни, заведение военного конного участка, перевоз через Волгу, земского начальника, врача, волостное правление, урядника, агронома.
24—27 февраля 1918 года в Варенбурге проходил съезд представителей левобережных колоний Поволжья. 4—8 января 1919 года здесь произошло антибольшевистское восстание против реквизиций продовольствия.
После образования Трудовой коммуны (автономной области) немцев Поволжья село Варенбург — административный центр Варенбургского сельского совета Ровненского (Зельманского) района, после перехода к кантонному делению — Зельманского кантона. В 1935 году село было передано в состав Куккуского кантона.
По данным Всероссийской переписи населения 1920 года в селе проживало 6697 человек; здесь насчитывалось 1017 хозяйств, в том числе немецких — 1005. В связи с голодом, прокатившемся по Поволжью в 1921—1922 годах, произошло резкое сокращение численности населения. По данным Облстатуправления Автономной области немцев Поволжья на 1 января 1922 года в Привальном проживало 4848 человек. В 1926 году в Варенбургский сельсовет входили: село Варенбург, выселок Варенбург. Здесь имелась кооперативная лавка, сельскохозяйственное кредитное товарищество, начальная школа, библиотека, изба-читальня, два детдома.
В 1927 году постановлением ВЦИК «Об изменениях в административном делении Автономной С. С. Р. Немцев Поволжья и о присвоении немецким селениям прежних наименований, существовавших до 1914 года» селу Привольное Зельманского кантона возвращено название Альт-Варенбург.
В 1932 году в селе была организована МТС, имевшая на 1 января 1933 год 13 тракторов. В 1932 году Варенбургская МТС обслужила три колхоза с посевной площадью в 11,5 тысяч га.
В сентябре 1941 года немецкое население было депортировано. После ликвидации АССР немцев Поволжья село, как и другие населённые пункты Куккусского кантона (кантон преобразован в Приволжский район), вошло в состав Саратовской области. В составе Ровенского района — с 1956 года.

## Население
Динамика численности населения
| 1767 | 1773 | 1788 | 1798 | 1816 | 1834 | 1850 | 1859 | 1871 | 1883 | 1889 | 1897 | 1904 | 1910 | 1920 | 1922 | 1923 | 1926 | 1931 | 1987 |
| ---- | ---- | ---- | ---- | ---- | ---- | ---- | ---- | ---- | ---- | ---- | ---- | ---- | ---- | ---- | ---- | ---- | ---- | ---- | ---- |
| 543  | 579  | 521  | 672  | 956  | 1766 | 2836 | 3491 | 4712 | 5146 | 5608 | 5279 | 8074 | 8340 | 6697 | 4848 | 4638 | 4898 | 5217 | ≈760 |

| 2002 | 2010 |
| ---- | ---- |
| 839  | ↗987 |

## Достопримечательности
- Лютеранская церковь (не действует)[7]
- Памятники — бюсты Игоря Пэна и Ивана Кузнецова[8]

## Известные уроженцы
- Клейн, Виктор Георгиевич (1909—1975) — немецкий писатель